# Sam Grana
Saverio (Sam) Grana est un producteur et scénariste canadien de télévision et de cinéma , né en 1948 à San Nicandro Garganico, en Italie. 
Il est connu principalement pour ses collaborations avec le réalisateur John N. Smith pour le film Rêves en cage  et la mini-série télévisée Les Garçons de Saint Vincent (en).

## Biographie

### Jeunesse et carrière à l'ONF
Sa famille émigre à Montréal, au Canada, alors qu'il n'a que six ans. Diplômé en communications du Collège Loyola, il est embauché à l'Office national du film du Canada en 1968. Il y occupe diverses fonctions et reçoit le mandat, en 1972, d'ouvrir un centre de production dans les provinces maritimes. C'est à cette époque qu'il devient producteur, collaborant notamment avec Fernand Dansereau à la vidéo collective Simple histoire d'amours (1973). De retour à Montréal à la fin de la décennie 1970, il assiste John N. Smith lors de la production et de la réalisation du court métrage First Winter, qui est mis en nomination pour l'Oscar du meilleur court métrage de fiction. Au milieu de la décennie 1980, il est à l'origine, avec ses collègues Giles Walker et John N. Smith, du programme Alternative Drama. Ce programme contribue à stimuler la production de longs métrages de type docufiction , films à budgets modestes abordant des sujets sociaux et tournés dans un style documentaire. 

### Producteur au Nouveau-Brunswick
Il quitte l'ONF dans les années 1990 et devient en mars 1997 directeur général de Film NB, l'agence provinciale de production cinématographique du Nouveau-Brunswick. Il démissionne toutefois en août 1998,. Décidant de rester au Nouveau-Brunswick, il fonde alors sa propre société de production, Grana Productions pour laquelle il produit notamment la série télévisée documentaire Eastern Tide et trois longs métrages coproduits avec des sociétés québécoises : Geraldine's Fortune de John N. Smith, Black Eyed Dog de Pierre Gang et Détour de Sylvain Guy. 

### Apparitions en tant qu'acteur
Sam Grana a occasionnellement été acteur, tenant notamment le rôle d'Alex Rossi dans la trilogie de Giles Walker The Masculine Mystique, 90 Days et The Last Straw. Il a été en nomination pour le meilleur second rôle masculin lors de la 7e cérémonie des prix Génie, en 1986, pour son rôle dans 90 Days. Il est aussi apparu brièvement dans Les garçons de Saint-Vincent, tenant le rôle de Monseigneur Forucco. 

## Prix et récompenses
Lors de la 9e cérémonie des prix Génie en 1988, Rêves en cage, film dont il est producteur, est en nomination pour le prix du meilleur film, et Grana reçoit une nomination aux côtés de John N. Smith et de Sally Bochner pour le prix du meilleur scénario. Lors des 8th Gemini Awards en 1994, Grana, John N. Smith et Des Walsh remportent le Gemini Award du meilleure scénario de téléfilm ou de mini-série pour Les garçons de Saint-Vincent . 

## Filmographie

### Producteur
- 1981 : First Winter de John N. Smith (producteur associé)
- 1989 : Welcome to Canada (en) de John N. Smith
- 1987 : Rêves en cage de John N. Smith
- 1990 : Oliver Jones in Africa de Martin Duckworth
- 1992 : Les garçons de Saint-Vincent (en) de John N. Smith
- 2005 : These Girls de John Hazlett (producteur exécutif)
- 2006 : Black Eyed Dog de Pierre Gang
- 2007 : Stuck de Stuart Gordon (producteur exécutif)
- 2009 : Détour de Sylvain Guy